# Eupithecia funerea
Eupithecia funerea es una especie de polilla de la familia Geometridae. La especie fue descrita por primera vez por Hiroshi Inoue habiendo sido descrita en 1988, con distribución en la República de China. El holotipo de la especie fue descrita en los alrededores de Hualien Hsien, Tayuling a una altitud de 1200 metros (3937,0 pies). Tiene cierto parecido a la polilla china Eupithecia atrisignis.
La polilla es pequeña con alas oscuras tirando a marrón. Sus alas anteriores tienen un tinte ocre en el sector medial. La línea postmedial hace ángulo pronunciado hacia la costa del ala. El punto discal es intenso y negro pero de pequeño diámetro. El ala posterior tiende a un marrón más claro.